# Scottish National League (1932–1954)
Die Scottish National League war in den Jahren 1932 bis 1954 die höchste Eishockeyliga in Schottland. Durch den Zusammenschluss mit der damaligen English National League entstand die British National League als höchste Liga Großbritanniens.

## Titelträger
- 1932/33: Bridge of Weir
- 1933/34: Kelvingrove
- 1934/35: Bridge of Weir
- 1935/36: Glasgow Mohawks
- 1936/37: Glasgow Mohawks
- 1937/38: Perth Panthers
- 1938/39: Dundee Tigers
- 1939/40: Dundee Tigers
- 1946/47: Perth Panthers
- 1947/48: East Division - Dundee Tigers, West Division - Paisley Pirates
- 1948/49: Fife Flyers
- 1949/50: Fife Flyers
- 1950/51: Paisley Pirates
- 1951/52: Ayr Raiders
- 1952/53: Ayr Raiders
- 1953/54: Paisley Pirates